# ピアノと管楽のための五重奏曲 (ベートーヴェン)
ピアノと管楽のための五重奏曲 変ホ長調 作品16は、ルートヴィヒ・ヴァン・ベートーヴェンが作曲したピアノと管楽器のための室内楽曲である。娯楽音楽を代表する傑作のひとつである。

## 概要
1796年から翌年にかけてウィーンで作曲されたと考えられている。ピアノと4つの管楽器（オーボエ、クラリネット、ホルン、ファゴット）という珍しい編成のこの五重奏曲は、1784年にモーツァルトが作曲した『ピアノと管楽のための五重奏曲 K.452』をモデルとしており、そのことは楽章構成や3つの楽章が同じ調性で一致していることからみても明らかである。五重奏曲の整った構成や洗練された音の組成は、ベートーヴェン後期の書法を予告しているような要素を少なからず含んでおり、ベートーヴェンらしい魅力に溢れた創作であることを強く印象づけている。
初演は1797年4月6日にウィーンで行われ、好評を博したと伝えられる。その後1801年に出版され、さらに作曲者自身によりピアノ四重奏曲版、ピアノ三重奏曲版、連弾版も出版された（外部リンク参照）。

## 構成
3楽章から構成され、演奏時間は約26分。
第1楽章 グラーヴェ－アレグロ・マ・ノン・トロッポ
グラーヴェの序奏部とソナタ形式による主部で構成されている楽章。主部は共に軽やかな性格を特色とした2つの主題を軸にして組み立てられている。
第2楽章 アンダンテ・カンタービレ
主題が音型変奏されて3回出現する変奏ロンド形式による緩徐楽章。短調による2つのエピソードが用いられている。
第3楽章 ロンド：アレグロ・マ・ノン・タント
ロンド・ソナタ形式による軽やかなフィナーレで、作品の最後を軽快に盛り上げていく。